# 泗水潜艇纪念碑

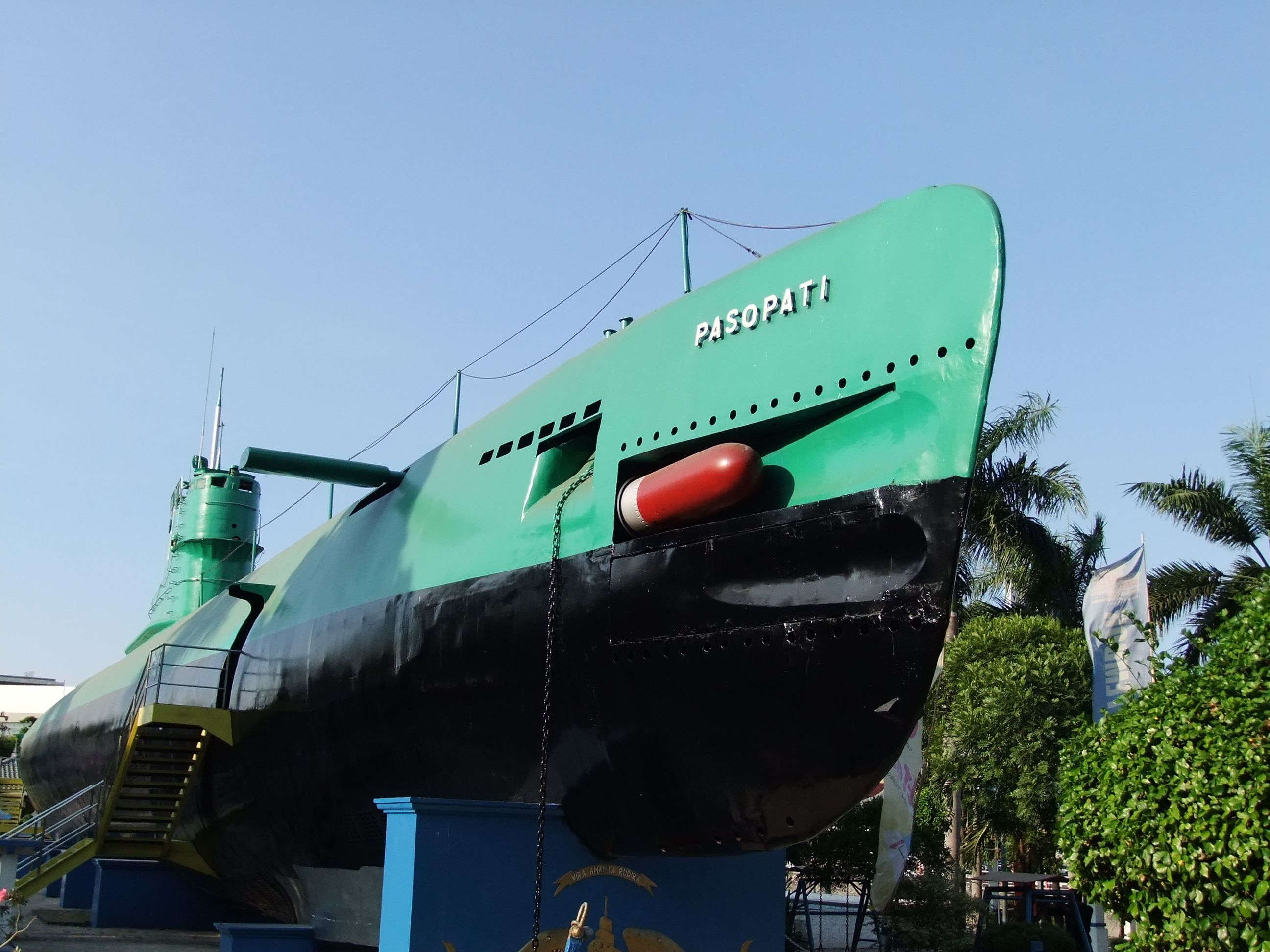

泗水潜艇纪念碑（印尼语：Monumen Kapal Selam）是印尼东爪哇省泗水市的历史地标、旅游景点。该景点由印尼海軍退役的KRI Pasopati潛艇改造而来。該艇為蘇聯1952年建造的613型潜艇，1962年賣給印尼海軍，1990年退役。1998年起在泗水展覽。纪念碑里面有一个博物馆，也有咖啡馆、游乐场和纪念品商店。